# Công viên Văn hóa và Lịch sử Dongdaemun
Công viên Văn hóa và Lịch sử Dongdaemun (tiếng Hàn: 동대문역사문화공원; Hanja: 東大門歷史文化公園) là một công viên ở Jung-gu, Seoul, Hàn Quốc. Nó nằm ở vị trí của Sân vận động Dongdaemun trước đây.
Nó mở cửa quanh năm, vào mọi giờ. Từ 7 giờ tối đến nửa đêm, có một vườn hoa hồng nhân tạo có đèn thắp sáng. Bạn có thể đến công viên từ ga Công viên Văn hóa & Lịch sử Dongdaemun của Tàu điện ngầm vùng thủ đô Seoul.
Công viên có một số điểm tham quan, bao gồm Cổng nước Yigansumun, Bảo tàng lịch sử Dongdaemun, Phòng triển lãm địa điểm khai quật Dongdaemun, Đài tưởng niệm sân vận động Dongdaemun, hội trường sự kiện và Dongdaemun Design Plaza.
Khi sân vận động bị phá hủy, 1.000 di tích và 44 công trình xây dựng, trong đó cổ nhất là từ thời Joseon đã được phát hiện.

## Thư viện
- Quang cảnh nhìn từ trên cao của sân vận động cũ trước khi nó được thay thế bằng công viên (tháng 8 năm 2005)
- Hoa hồng điện thắp sáng trong đêm (2015)